# Antonio Nani
Antonio Nani (* August 1803 in Alano di Piave; † 5. April 1870 daselbst) war ein italienischer Grafiker, Maler und Kupferstecher. 

## Leben und Werk

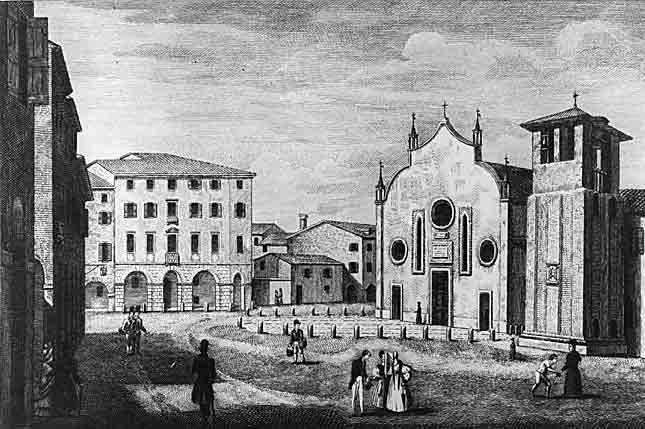
Chiesa di Santa Fosca in Santa Maria Maggiore, Treviso

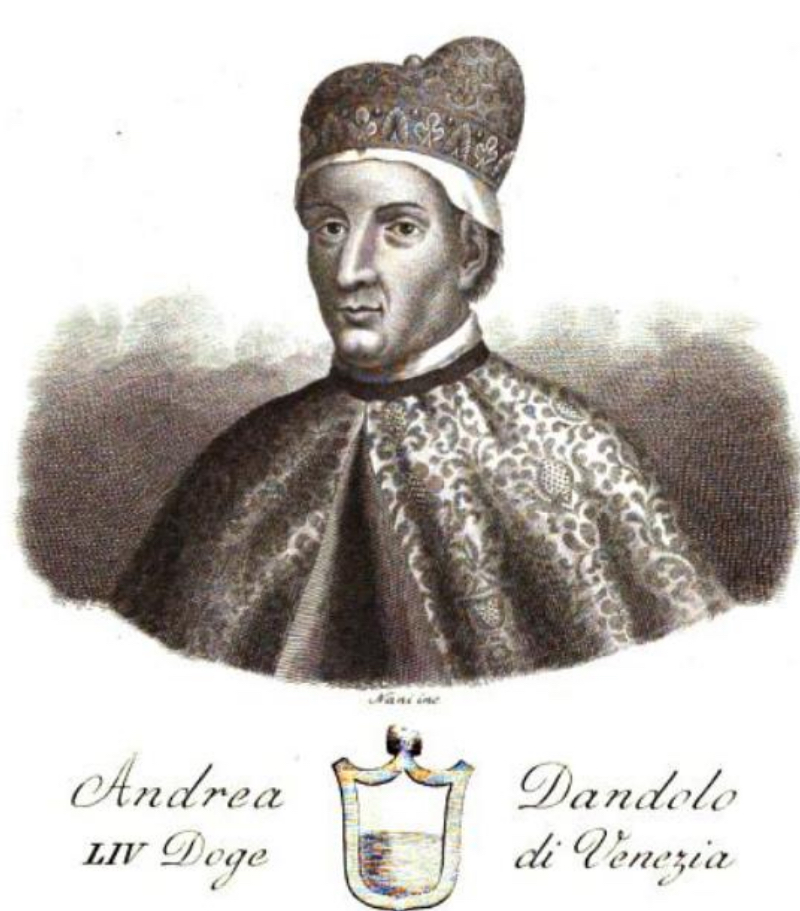
Eines der 120 Dogenporträts, hier: Andrea Dandolo

Die Biographie Antonio Nanis ist nur lückenhaft bekannt. Die Hauptursache dafür liegt in der weiten Verstreuung der Archivalien innerhalb Venedigs und in seinem Geburtsort, wo zahlreiche Unterlagen im Ersten Weltkrieg zerstört wurden.
Nani wurde an einem Augusttag des Jahres 1830 in eine bescheidene Familie in Alano di Piave geboren. Seine Eltern waren Giuseppe Nani detto Bello und Maria Spada; der Name seines Großvaters war Lorenzo Nani. Lorenzo Nani bekleidete in der Republik Venedig einen Verwaltungsposten (merìga), dessen Hauptfunktion darin lag, auf dem Land die Abgaben zu organisieren, die man dem Podestà von Treviso schuldete. Giuseppe Nani war einer der wenigen im verarmten Ort, der ein Haus besaß und Lesen und Schreiben beherrschte. 1816 nahm er an einem Wettbewerb für mechanische Werke teil und wurde dort ausgezeichnet. Antonio hatte drei Brüder. Sein ältester Bruder Giovanni Maria Francesco wurde Organist in Possagno, Luigi widmete sich dem Métier der Restauratoren, während Giuseppe sich bemühte, Antonios Werke in Wert zu setzen.
Abbate Giannantonio Moschini, hochgebildet, kannte Nani persönlich. Er begleitete seine ersten Schritte in Venedig. Sein Vater stattete seine beiden Publikationen mit Kupferstichen seines Sohnes aus.
Antonio begann schon als Schüler Skizzen von Landschaften und Persönlichkeiten seines Heimatorts anzufertigen. Von diesen zahlreichen Skizzen ist nur eine einzige erhalten geblieben, ein Werk, das er bereits im Alter von acht Jahren angefertigt hat. Es handelt sich um eine Vedute des Castello di Quero. Von seinem Vater wurde er früh ermutigt, seine Begabung zu nutzen.
Sein Talent wurde aber in der Hauptsache von Antonio Canova erkannt und gefördert, wie sich Nani später erinnerte. Dadurch konnte er ab März 1820 an Kursen an der Accademia di belle arti di Venezia teilnehmen. Doch Canova starb bereits am 13. Oktober 1822. Aus dieser Zeit ist eine Ansicht der Lagune erhalten (heute im Gabinetto dei Disegni e della Stampe der Gallerie dell’Accademia zu Venedig). 1827 konnte er auf dieser Grundlage eine eigene Werkstatt eröffnen, eine bottega.
Im selben Jahr heiratete er Marianna Trevisanello. Im nächsten Jahr 1828 kam ihr gemeinsamer Sohn Giuseppe zur Welt. In den Jahren 1831 und 1833 folgten Regina und Pietro. Wegen der Choleraepidemie ab Mitte der 1830er Jahre verließ die Familie die Stadt.

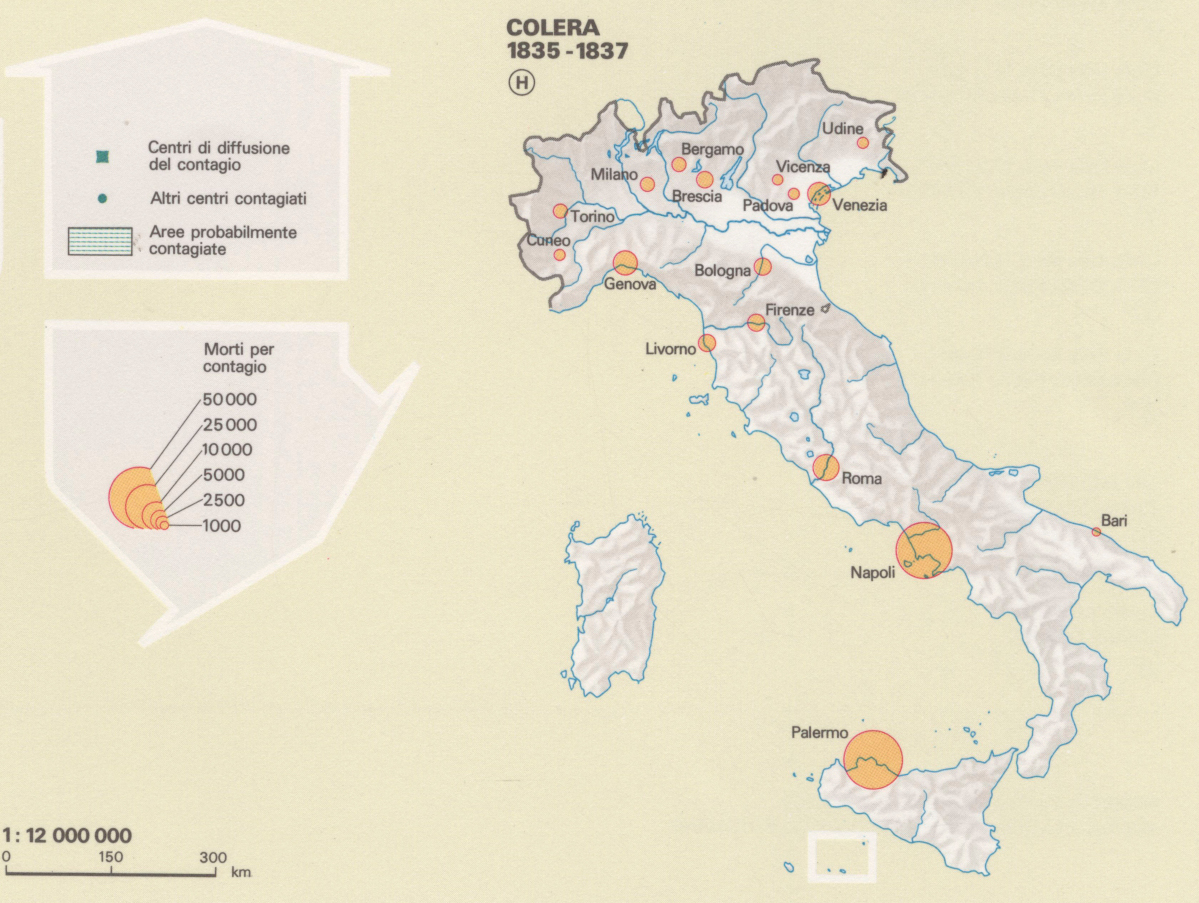
Verbreitung der Cholera in Italien, 1835 bis 1837

Mit seiner Familie zog Nani 1839 nach Treviso, wo er über 30 Veduten der Stadt schuf, ein kleines Opus, das sich vor allem an Touristen richtete. Hinzu kam ein großer Stadtplan von Treviso. Die Druckstöcke existieren bis heute. Die Familie lebte in Santa Maria Maggiore. Am 20. Januar 1840 kam mit Maria Antonia ein weiteres Kind zur Welt, das aber früh starb, 1842 wurde Teresa geboren.
Allerdings zog er sich 1848 in seinen Heimatort zurück, wo er bis zu seinem Lebensende arbeitete. Dort wurde ab dem 12. Mai die Stadt wegen der revolutionären Unruhen, in deren Zug die Österreicher vertrieben worden waren, belagert. Von dort kümmerte er sich in den nächsten Jahren um seine Publikationen. Doch am 16. Juli 1865 starb seine Frau. Sie wurde im selben, von Nani geschaffenen Grabmal beigesetzt, wie die Überreste seiner Mutter. In den letzten Jahren befasste er sich mit Altaraufsätzen und weiterhin seinen Stichen. Nach kurzer Krankheit starb er am 5. April 1870.
Zu seinen bekanntesten Werken gehören die 1835/36 in erster, 1840 in zweiter Auflage erschienenen 120 Porträts der Dogen von Venedig, die zudem das Werk von Emmanuele Antonio Cicogna in der Auflage von 1847 zierten. Hinzu kommen zahlreiche Veduten von Treviso oder Possagno, ebenso viele Devotionalien. Sein letztes Werk war der Glockenturm seiner Geburtsstadt Alano di Piave, bei dem er mit Giuseppe Segusini zusammenarbeitete, einem befreundeten Architekten aus Feltre, mit dem er bereits Kurse an der venezianischen Accademia belegt hatte.

## Werke
- Serie dei Dogi di Venezia intagliati in rame da Antonio Nani. Giuntevi alcuni notizie biografiche estese da diversi, Bd. 1, Giambatista Merlo, Venedig 1840. (Digitalisat)
- XXXIII Vedute principali della R. città di Treviso, Treviso 1846.
- Biografie dei Dogi di Venezia scritti dai chiarissimi Emmanuele Cav. Cicogna, Giovanni Veludo, Francesco Caffi, Giovanni Casoni, Giannantonio Cav. Moschini con centoventi ritratti incisi in rame da Antonio Nani, 2. Aufl., Bd. 1, Venedig 1855. (Digitalisat)
- Storia dei Dogi di Venezia scritti da Emmanuele Cav. Cicogna, G. Veludo, F. Caffi, G. Casoni, G. Cav. Moschini con centoventi ritratti incisi in rame da Antonio Nani, 3. Aufl., Venedig 1867. (Digitalisat, Bd. 1; Bd. 2 (ab Michele Morosini))
- Canova ed il suo tempio di Possagno. Illustrazione di Antonio Nani, Treviso 1882. (Digitalisat)